# Marvin Duchow
Marvin Duchow (*  10. Juni 1914 in Montreal; † 24. Mai 1979 ebenda) war ein kanadischer Komponist, Musikwissenschaftler und -pädagoge.

## Leben und Wirken
Duchow studierte von 1933 bis 1937 Musiktheorie bei Claude Champagne an der McGill University, dann bis 1939 am Curtis Institute bei Rosario Scalero und Samuel Chotzinoff und schließlich bei 1942 an der New York University. Von 1944 bis 1978 unterrichtete er an der McGill University, seit 1955 als Leiter der Musiktheorieabteilung; daneben zwischen 1943 und 1949 auch am Conservatoire de musique du Québec. Zu seinen Schülern zählten Kenneth Gilbert, Hugh Hartwell, Carl Little, Roger Matton, Pierre Mercure, Dorothy Morton, Wayne Riddell, Robert Silverman, Gregory Butler, Frederick A. Hall, Jacob Siskind, Gerrit Tetenburg, Nadia Turbide, Claire Versailles sowie Alan Belkin, George Little und Alejandro Enrique Planchart, die Privatunterricht bei ihm hatten.
Duchow war Experte für Renaissancemusik und die französische Musik des 18. Jahrhunderts. Er war von 1957 bis 1962 Mitherausgeber des Canadian Music Journal und seit 1976 des Journals der American Society for Jewish Music Musica Judaica. 
Er komponierte Werke für Orchester und kammermusikalische Besetzung, Orgel- und Klavierstücke sowie Vokalmusik und veröffentlichte eine Reihe musikwissenschaftlicher Publikationen. Für Gaston Allaires Buch The Theory of Hexachords, Solmization and the Modal System besorgte er die Endrevision.
1980 wurde die Musikbibliothek der McGill University Marvin Duchow Music Library benannt. Anlässlich seines achtzigsten Geburtstages veranstalteten die McGill University und die American Society for Jewish Music ein Gedenkkonzert in der Pollack Hall.

## Werke
- Songs of My Youth, Liedzyklus, 1930
- Variations on a Chorale für Orchester, 1936
- For a Rose’s Sake, 1938
- Motet, 1938
- Seven Chorale Preludes in Traditional Style für Orgel, 1939
- Quartet in C Minor, 1939, 1942
- A Carol Choir, 1943
- Badinerie für Klavier und Orchester, 1947
- Chant intime (Prelude) für Klavier, 1947
- Sonata für Klavier, 1955
- Movement for Strings (Largamente), 1972
- Three Songs of the Holocaust / Trois Chants de l’Holocaust auf deutschsprachige Texte von Nelly Sachs, 1977